# Catarsis (álbum)
Catarsis es el nombre del cuarto álbum de estudio de Belinda. Fue lanzado al mercado el 2 de julio de 2013 bajo el sello discográfico de Capitol Latin y Universal Music Latin siendo el último editado con dicha discográfica.

## Antecedentes
En octubre de 2011 Belinda se mudó a Miami, Florida para iniciar el proceso de grabación de su disco, por lo que creó un estudio de grabación en casa, dándole flexibilidad ya que ella no había experimentado antes el hacer un disco. Esto le permitió trabajar a su propio ritmo junto con nuevos compositores y trabajar tanto lírica como vocalmente. Belinda coescribió cada uno de los temas del álbum y fue parte integral del proceso creativo.
En el 2022, en una entrevista con Los 40 Belinda comentó lo siguiente:

"Este disco salió cuando estaba cambiando el pop. Metí muchos toques urbanos y la disquera otra vez me decía: 'Esa música no va a pegar porque es urbana y tú eres pop'. Pero es que el pop estaba transformándose. En ese momento escuchaba a Arcángel y quería meter ese toque. Fue una pelea con la disquera, pero al final lo logré y ahora, años después, el urbano sigue siendo el nuevo pop. Se transformó. Catarsis era arriesgar y creer en un nuevo género."
Belinda

### Producción
Belinda trabajó con un grupo muy unido de productores y compositores galardonados como Víctor "El Nasi", Joan Ortíz (Tito El Bambino, Wisin & Yandel), Jorge Villamizar (Bacilos), Andrés Castro (Carlos Vives) y Vein (Pitbull, Leona Lewis). El álbum muestra un sonido dance/pop más comercial combinado con un sabor urbano y letras con un atractivo popular.

"El proceso fue un poco más largo ya que yo compongo mis canciones; cada canción habla de alguna historia que viví, y este disco en especial es muy personal. Tenía que tomar más tiempo. Me encanta el proceso de componer y lo estoy haciendo además para otros artistas; para este disco hice 40 canciones. Si hay algo que refleja este álbum es el momento actual por el que estoy pasando, ‘Catarsis’ es un antes y un después en mi carrera, como compositora."
Belinda

### Estilo
El álbum adopta un estilo pop, sin embargo, recorreren atmósferas urbanas, latinas, electrónicas y baladas.

"Fui a lugares donde bailaban salsa, reggaetón, dubstep y música urbana y pensé: '¡Es una cosa increíble! A mí también me gustaría que las chicas bailaran así en mis conciertos'. En países como Puerto Rico, Venezuela, Colombia y República Dominicana esos ritmos son muy populares, y en México, la música urbana también está creciendo."
Belinda

## Promoción

### Sencillos
«En el amor hay que perdonar» es el primer sencillo del álbum, lanzado el 18 de junio de 2012 por radio y iTunes. El video musical fue grabado el 2, 3 y 4 de julio de 2012 en Acapulco, estrenándose el 2 de agosto del mismo año en su cuenta oficial de la cantante.
Belinda anunció a través de su cuenta en Twitter que su nuevo sencillo sería «En la obscuridad», siendo lanzado en las radios a partir del 12 de noviembre de 2012. Fue lanzado en iTunes Store el 7 de enero de 2013. El video musical fue grabado el 18 de diciembre de 2012 en el Museo Nacional de Arte a un costado del Palacio de Bellas Artes (México, DF) y dos días después el 20 de diciembre en Estudios Churubusco, donde se usó una plataforma 360°. El video fue estrenado oficialmente el 22 de febrero de 2013.
La cantante reveló en una entrevista que la estrategia para el lanzamiento de su nuevo disco sería ir soltando, de a poco, algunos de los temas del mismo.

"Vamos a sacar varios sencillos antes de que salga el disco, ése va a ser el método. Primero sale en 15 ó 20 días "En la obscuridad" junto con su video y éso me emociona mucho".
Belinda

A través de su cuenta oficial de Twitter, Belinda dio a conocer que el tercer sencillo para promocionar el álbum, «Nada», una balada que cuenta una historia de amor imposible. El sencillo fue lanzado a principios de junio de 2013 en las emisoras de radio a nivel mundial. El 15 de octubre de 2013 se lanzó un video lírico oficial.
Belinda confirmó a través de su cuenta oficial en Instagram, que el cuarto sencillo de su álbum es «I Love You... Te Quiero», canción a dueto con el rapero Pitbull, con quien Belinda ha trabajado anteriormente en el 2010 con su tema «Egoísta», de su álbum Carpe Diem. El sencillo es una potente producción de spanglish pop-dance con una dosis de sonidos electrónicos y dubstep.
Otras canciones
El 10 de junio de 2013 se lanzó la versión balada de «Bailaría sobre el fuego» en iTunes y otras tiendas como parte de la promoción de Catarsis, previo a su lanzamiento oficial. Entre algunos de los temas que Belinda descartó para el álbum se encuentran «Insaciable», «Tristeza Crónica», «La Noche Se Nos Está Acabando», «Aguardiente» al lado de Don Omar y «Con Los Ojos Cerrados» al lado de Omega.

### Tour
En el 2013 empezó su gira de conciertos llamada Catarsis Tour, iniciando el 29 de junio en la ciudad de Monterrey, y continuando a través del 2014. La gira recorrió distintos lugares de la República Mexicana.

## Lista de canciones
| Edición estándar |                                               | |                  |          |  |
| N.º              | Título                                        | Escritor(es)                                                                                                  | Productor(es)    | Duración |  |
| 1.               | «Dame más»                                    | Belinda, José Ignacio Peregrín, Gavriel Aminov, Paolo Prudencio                                               | Vein             | 3:09     |  |
| 2.               | «En la obscuridad»                            | Belinda, José Ignacio Peregrín, Víctor Martínez Rodríguez, Joan M. Ortíz Espada                               | Víctor "El Nasi" | 3:27     |  |
| 3.               | «En el amor hay que perdonar»                 | Belinda, José Ignacio Peregrín, Víctor Martínez Rodríguez, Joan M. Ortíz Espada                               | Víctor "El Nasi" | 3:59     |  |
| 4.               | «I Love You... Te Quiero» (con Pitbull)       | Belinda, José Ignacio Peregrín, Gavriel Aminov, Paolo Prudencio, Armando Pérez, Lavi Hoss                     | Vein, Lavi Beats | 3:36     |  |
| 5.               | «Esto es amor» ([A])                          | Belinda, José Ignacio Peregrín, Gavriel Aminov, Paolo Prudencio                                               | Vein             | 3:27     |  |
| 6.               | «Como si fuéramos novios»                     | Belinda, José Ignacio Peregrín, Víctor Martínez, Joan M. Ortíz Espada, José M. Gómez Martínez, Gavriel Aminov | Víctor "El Nasi" | 3:54     |  |
| 7.               | «Bailaría sobre el fuego» (Dubstep)           | Belinda, José Ignacio Peregrín, Gavriel Aminov, Lavi Hoss                                                     | Vein, Lavi Beats | 3:20     |  |
| 8.               | «Vuelve a mí»                                 | Belinda, José Ignacio Peregrín, Gavriel Aminov, Paolo Prudencio                                               | Vein             | 3:18     |  |
| 9.               | «Litost»                                      | Belinda, José Ignacio Peregrín, Gavriel Aminov                                                                | Vein             | 3:26     |  |
| 10.              | «No me vuelvo a enamorar»                     | Belinda, José Luis Ortega, Juan Andrés Vergara, Diego Benlliure                                               | Loris Ceroni     | 3:27     |  |
| 11.              | «Nada»                                        | Belinda, Diane Warren                                                                                         | Loris Ceroni     | 3:15     |  |
| 12.              | «After We Make Love» (con Vein) (Bonus track) | Belinda, José Ignacio Peregrín, Gavriel Aminov, Lavi Hoss                                                     | Vein             | 3:48     |  |
| 42:05            |                                               | |                  |          |  |

| Edición iTunes |                                    |                                                           |                 |          |  |
| N.º            | Título                             | Escritor(es)                                              | Productor(es)   | Duración |  |
| 13.            | «Bailaría sobre el fuego» (Balada) | Belinda, José Ignacio Peregrín, Gavriel Aminov, Lavi Hoss | Vein, Lavi Hoss | 4:11     |  |
| 46:16          |                                    |                                                           |                 |          |  |

| Edición España |                                     | |               |          |  |
| N.º            | Título                              | Escritor(es)                                                                                                  | Productor(es) | Duración |  |
| 13.            | «Te voy a esperar» (con Juan Magán) | Juan Manuel Magán Gonzalez, Carlos Andrés Alcaraz Gómez, David López Cendros, Diego Alejandro Vanegas Londono | Juan Magán    | 3:35     |  |
| 45:40          |                                     | |               |          |  |

Notas
- A^ En la edición iTunes, la canción aparece bajo el nombre Esto Es Amor, mientras que en la edición física aparece como Dime Si Es Amor.[34]

## Listas y certificaciones
El álbum debutó en la posición #1 de ventas en México, según el listado de música en español de la tienda Mixup. También debutó en el Top 5 de ventas en Estados Unidos, entrando en las listas de Billboard Top Latin Albums en el número 4 y número 2 en el Latin Pop Albums, siendo su más alto debut en los charts de Estados Unidos, comparado con sus previos álbumes, vendiendo más 1,450 copias en su primera semana. El álbum también obtuvo un buen rendimiento comercial en las listas de países europeos como España, Italia y Dinamarca. 
| Lista (2013)                    | Posición |
| ------------------------------- | -------- |
| México Top 20 Álbumes (Español) | 1        |
| México Top 100 Álbumes          | 1        |
| U.S. Billboard Top Latin Albums | 4        |
| U.S. Billboard Latin Pop Albums | 2        |
| Argentina CAPIF                 | 2        |
| España PROMUSICAE               | 7        |
| Italia FIMI                     | 59       |
| Dinamarca ITunes                | 4        |
| Lista Anual (2013)              | Posición |
| México Top 100 Álbumes 2013     | 23       |

### Certificaciones
| País                                                       | Organismo certificador | Certificación | Ventas  |
| ---------------------------------------------------------- | ---------------------- | ------------- | ------- |
| México                                                     | AMPROFON               | Oro           | 30 000‡ |
| ‡ Cifras de ventas basadas únicamente en la certificación. |                        |               |         |

## Premios
2013
- Latin Music Italian Awards - Mejor Álbum Latino del Año.[63]
- Latin Music Italian Awards - Mejor Video Latino Femenino del Año - En la Obscuridad.[63]

## Créditos y personal
- Administración de A&R: Vanessa Asturias, Maité García.
- Dirección de arte/diseño: Sydney Nichols.
- Director de producción: Jonathan D'Croz.
- Producción: Jill Lamothe.
- Compositores: Belinda, José Ignacio Peregrín, Paolo Prudencio, Gavriel Aminov, Víctor Martínez Rodríguez, Joan M. Ortíz Espada, Armando Pérez, Lavi Hoss, José M. Gómez Martínez, José Luis Ortega, Juan Andrés Vergara, Diego Benlliure, Diane Warren, Juan Manuel Magán Gonzalez, Carlos Andrés Alcaraz Gómez, David López Cendros, Diego Alejandro Vanegas Londono.
- Productores: Víctor "El Nasi", Vein, Lavi Beats, Loris Ceroni, Juan Magán.
- Productor ejecutivo: Nacho Peregrín.
- Fotografía: Lionel Deluy, Olga Laris, Gildo Medina.
- Masterización: Robert Vosgien.[7][8]

## Historial de lanzamiento
| Región         | Fecha               | Discográfica           |
| -------------- | ------------------- | ---------------------- |
| México         | 2 de julio de 2013  | Capitol Latin          |
| Estados Unidos | 2 de julio de 2013  | Universal Music Latin  |
| Reino Unido    | 2 de julio de 2013  | EMI Latin              |
| España         | 2 de julio de 2013  | Capitol Latin          |
| España         | 16 de julio de 2013 | Capitol Latin          |
| Perú           | 27 de julio de 2013 | Capitol Latin          |
| Ecuador        | 27 de julio de 2013 | Universal Music Latin  |
| Argentina      | 11 de julio de 2013 | Universal Music Latin  |
| Brasil         | 5 de agosto de 2013 | EMI Music              |
| Italia         | 9 de agosto de 2013 | Universal Music Italia |